# 青山まり
青山 まり（あおやま まり、1964年 - ）は、日本のブラジャー研究家。
東京都練馬区生まれ。「女性の生き方とブラジャー」をテーマに、様々なメディアで正しい下着の付け方や専門知識のコメントなどの活動を行っている。

## 来歴・人物
茗溪学園高等学校卒業後、20歳で結婚。主婦を経験したのちに青山学院大学に入学。大学卒業後、渋谷の百貨店でアパレル販売の職に就く。30歳のとき美しいバストを持った女性に遭遇し感銘を受ける。その女性がつけていたフランス製のブラジャーを広尾の商店で取り扱っていることを知り、訪問。初めて試着室でブラジャーをつける。普段からノーブラ派だった彼女は自分に合うブラジャーから下着の付け方の指導までしてもらい、感動したという。
当時交際していた男性の勧めで大学で取得した教員免許を活かし、学習塾の塾長に転職した。その傍ら”運命のブラジャーに出会うと人生が変わる”ことを伝えるべく、ブラジャーの研究に没頭する。2000年に自身のホームページで「ブラジャーの相談室」を開設。多くの女性や中には男性からも相談を受ける。雑誌やテレビの取材を受けたり、著書を9冊出版したりとマスコミが付けた「ブラジャー研究家」として活動の場を広げた。
2005年に『日経WOMAN』の「ウーマン・オブ・ザ・イヤー2005」において、キャリアクリエイト部門を受賞した。
2014年に足の怪我をしたことをきっかけに足と靴の研究を始める。また心理学にも興味を持ち心理カウンセラーの資格を取得している。

## 著書
- 『ブラの本。』サンマーク出版、2003年8月 ISBN 978-4763195364
- 『ブラ・バイブル』廣済堂出版、2004年4月
- 『ブラ☆美人』大和出版、2004年6月 ISBN 978-4804703282
- 『愛される人になるブラ作法』主婦と生活社、2004年8月 ISBN 978-4391129861
- 『ブラジャーをする男たちとしない女』新水社、2005年3月 ISBN 978-4883850723
- 『ヴィーナスバスト 美胸革命』マキノ出版、2008年3月 ISBN 978-4837670865
- 『美胸になる ハッピーバストエクササイズ』中経出版、2008年8月 ISBN 978-4806130949
- 『婚活の女王』大和出版、2009年8月 ISBN 978-4804704135
- 『着るだけダイエット』東邦出版、2010年10月 ISBN 978-4809408991